# 9825 Оеткен
9825 Оеткен (9825 Oetken) — астероїд головного поясу, відкритий 17 жовтня 1977 року.
Тіссеранів параметр щодо Юпітера — 3,226.